# 빌 세이지

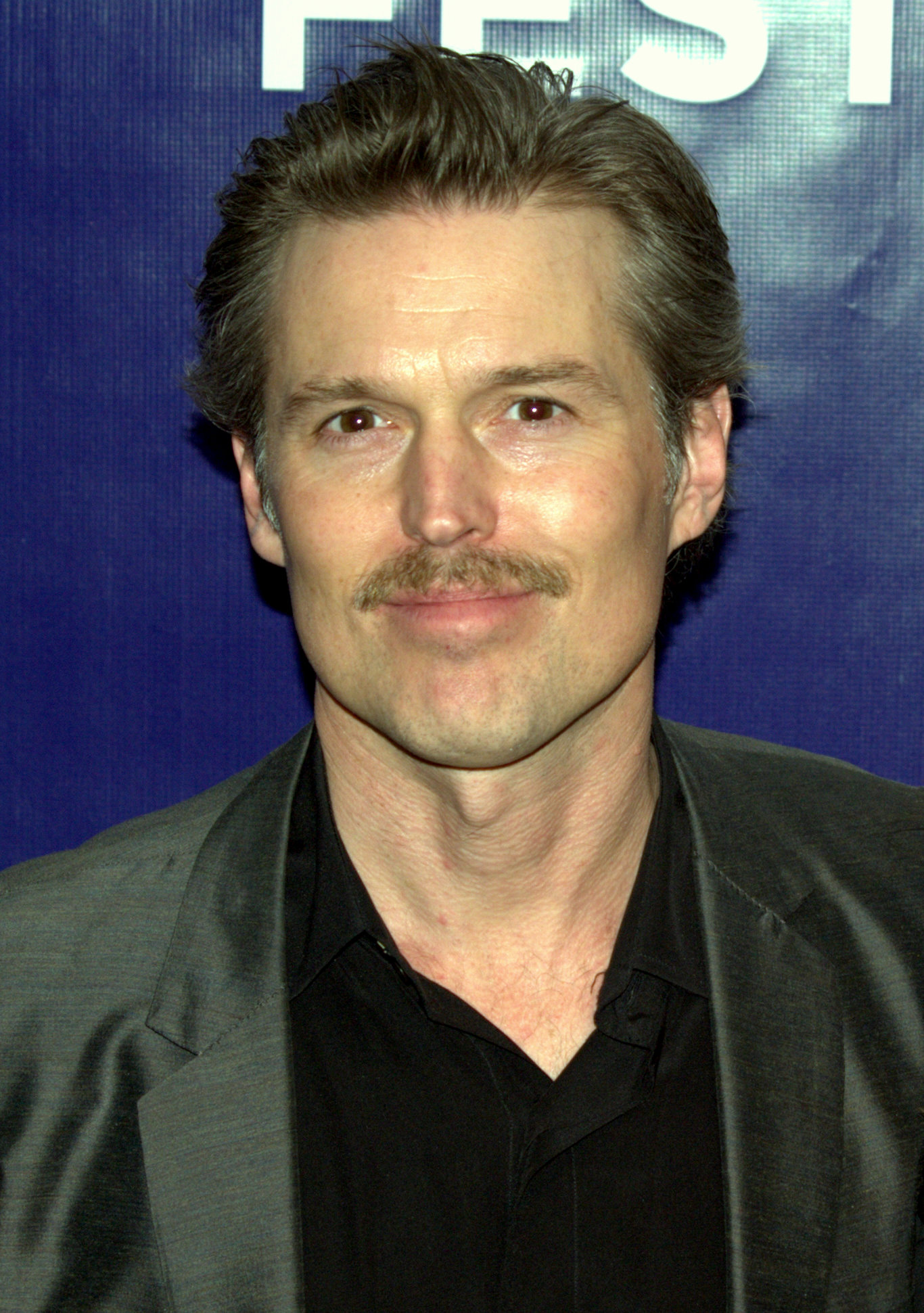

빌 세이지(영어: Bill Sage, 1962년 7월 17일 ~ )는 미국의 배우이다.
뉴욕에서 태어났다.

## 출연 작품
- 데드캠프:리부트 (2021년) - 존 베너블 역
- 웨이브 (2019년)
- 애프터 에브리씽 (2018년)
- 카본 캐년 (2017년)
- The Price (2017)
- 올 서머스 엔드 (2017년) - 터너 역
- 딜링퀀트 (2016년)
- 탈영 (2016년)
- 웰컴 투 윌리츠 (2016년)
- 아처 (2016년)
- 햅 앤 레너드 (2016년)
- 더 보이 (2015년)
- 더 프레피 커넥션 (2015년) - 마이크 하멜 역
- 더글러스 브라운 (2015년)
- 패스트트랙:무한 질주 (2014년)
- 덴 데어 워즈 (2014년) - 프랭크 역
- 어센트 투 헬 (2014년)
- 모든 비밀스러운 것들 (2014년) - 데이브 풀러 역
- 콜드 인 줄라이 (2014년) - 야구 아나운서 역
- Blumenthal (2013)
- 카니발 - 피의 만찬 (2013년) - 프랭크 파커 역
- 일렉트릭 칠드런 (2012년) - 팀 역
- 더 그린 (2011년) - 레오 역
- 더 사이언티스트 (2010년)
- 보이 원더 (2010년) - 테리 역
- 오프 시즌 (2009년)
- 핸섬 해리 (2009년)
- 프레셔스 (2009년)
- 더 뉴 투웬티 (2008년)
- 테네시 (2008년)
- 이프 아이 디든트 케어 (2007년)
- 헤븐스 폴 (2006년)
- 핸디맨 (2006년)
- 걸 프롬 먼데이 (2005년)
- 미스테리어스 스킨 (2004년) - 코치 역
- 데저트 세인츠 (2002년)
- 모닝 글로리 (2001년)
- 온 더 보더라인 (2001년)
- 내 친구의 아내 (2001년)
- 글리터 (2001년)
- 아메리칸 싸이코 (2000년) - 데이빗 반 패튼 역
- 보일러 룸 (2000년) - 데이빗 드류 요원 역
- 로버타 (1999년)
- 인사이더 (1999년)
- 하이 아트 (1998년) - 아니 역
- 투 타이어드 투 다이 (1998년)
- 나는 앤디 워홀을 쏘았다 (1996년)
- 친구와 애인 사이 (1996년)
- 보이스 (1996년)
- 바람둥이 (1995년)
- 어페어 플레이 (1995년)
- 페레즈 패밀리 (1995년)
- 리프트 (1993년)
- 심플 멘 (1992년) - 데니스 역
- 트러스트 (1990년)
- 믿을 수 없는 진실 (1989년)

### 텔레비전
- 간호사 재키 (2010-11) - 빌 역
- 보드워크 엠파이어 (2011)
- 화이트 칼라 (2013)
- 엘리멘트리 (2014)
- 성범죄수사대: SVU (2014)
- 햅 앤 레너드 (2016)